# Drakonidy

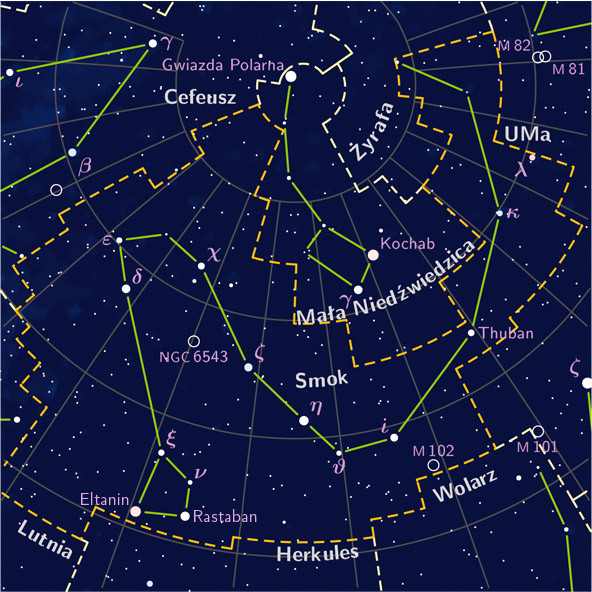
Souhvězdí draka

Drakonidy jsou meteorický roj, který je pojmenovaný podle souhvězdí Draka, ze kterého zdánlivě vylétá. Většinou patří mezi slabé roje, za hodinu se objeví jen několik meteorů. Radiant je v souhvězdí Draka, mateřskou kometou je 21P/Giacobini-Zinner. Doba konání je od 6. do 10. října. Maximum připadá na 8. října. Jejich zvýšená aktivita nastává v období návratu komety ke Slunci. Nejhustší roje nastaly v letech 1933 (350 meteorů za minutu) a 1946.